# Goranboy
Goranboy (azerí: Goranboy) é um dos cinquenta e nove rayons em que se subdivide politicamente a República do Azerbaijão. A cidade capital é a cidade de Goranboy.
A causa dos combates durante os anos 1991-1992 foi uma pequena franja no sul do rayon, controlada pelos armênios de Nagorno-Karabakh. A metade sul do rayon é reclamada pela auto-declarada República de Artsaque, que controla o território do Nagorno-Karabakh.

## Território e população
Este rayon tem uma superfície de 1 731 km², e uma população de 88 700 habitantes. A densidade populacional eleva-se a 51,2 habitantes por quilômetro quadrado.

## Economia
A região está completamente dominada pela agricultura. Os produtos provenientes deste rayon são rurais, tratando-se principalmente de cereais. A produção de algodão também tem seu lugar neste setor.